# Chloe Fineman
Chloe Rose Fineman (* 20. Juli 1988 in Berkeley, Kalifornien) ist eine US-amerikanische Schauspielerin, Synchronsprecherin und Comedienne.

## Leben
Chloe Fineman wurde als Tochter der Malerin Ellen Gunn und des Managers David Fineman geboren. Ihre Schauspielausbildung erhielt sie am Stella Adler Studio of Acting der Tisch School of the Arts der New York University, die sie 2011 abschloss. Nach Abschluss des Studiums übersiedelte sie nach Los Angeles, wo sie am Groundlings-Improvisations- und Sketch-Comedy-Theater auftrat. Am Comedyfestival Just for laughs in Montreal wurde sie 2018 als New Face gewürdigt.
Episodenrollen hatte sie unterem 2018 in den Serien Mozart in the Jungle, Grown-ish, Jane the Virgin und Slice of Wife. Filmrollen übernahm sie beispielsweise 2022 in Weißes Rauschen als Simuvac-Technikerin, in Babylon – Rausch der Ekstase als Marion Davies, in Home Team als Emily und in Der Vater der Braut als Natalie Vance. In Megalopolis von Francis Ford Coppola war sie 2024 als Clodia Pulcher zu sehen. Im Regiedebüt Summer of 69 von Jillian Bell übernahm sie eine Hauptrolle.
In der NBC-Comedyshow Saturday Night Live gehört sie seit 2019 zur Stamm-Besetzung. Als Synchronsprecherin lieh sie in den englischsprachigen Fassungen Produktionen wie Cinema Toast (2021), Baby Sharks großer Film (2023), Big Mouth (2021–2023), Ich – Einfach unverbesserlich 4 und Die Simpsons (beide 2024) ihre Stimme.
In den deutschsprachigen Fassungen wurde sie von Patricia Strasburger in Megalopolis, von Maria Koschny in Der Vater der Braut, von Muriel Bielenberg in Home Team sowie von Julia Biedermann in Babylon: Rausch der Ekstase synchronisiert.

## Filmografie (Auswahl)

### Als Darstellerin
- 2011: Knee High (Kurzfilm)
- 2011: The Morning After (Kurzfilm)
- 2017: French Kitty (Kurzfilm)
- 2017: Men Don't Whisper (Kurzfilm)
- 2017: The Pros of Cons (Fernsehfilm)
- 2017: The Temp. (Kurzfilm)
- 2018: Mozart in the Jungle (Fernsehserie, Folge Ein ehrlicher Geist	)
- 2018: Grown-ish (Fernsehserie, Folge Daten Will Gelernt Sein)
- 2018: Jane the Virgin (Fernsehserie, Folge Kapitel siebenundsiebzig	)
- 2018: Slice of Wife (Fernsehserie, Folge The Dinner Party)
- 2019: Iggy Azalea Feat. Kash Doll: Fuck It Up (Musik-Video)
- 2019: Soft (Kurzfilm)
- seit 2019: Saturday Night Live (Fernsehserie)
- 2020: High Fidelity (Fernsehserie, Folge Good Luck and Goodbye)
- 2020–2021: Search Party (Fernsehserie, sechs Episoden)
- 2021: Awkwafina Is Nora from Queens (Fernsehserie, Folge Stop! Nora Time)
- 2021: Dickinson (Fernsehserie, Folge Die Zukunft hat nie gesprochen)
- 2022: Home Team
- 2022: Der Vater der Braut (Father Of The Bride)
- 2022: Weißes Rauschen (White Noise)
- 2022: Babylon – Rausch der Ekstase (Babylon)
- 2023: Excessive
- 2023: Twisted Metal (Fernsehserie, Folge NUTH0UZ)
- 2024: Megalopolis
- 2024: Laid (Fernsehserie, zwei Folgen)
- 2025: Summer of 69
- 2025: Freakier Friday

### Als Synchronsprecherin
- 2019: More Than a Feeling (Kurzfilm)
- 2021: Cinema Toast (Fernsehserie, Folge One Gay Wedding and a Thousand Funerals)
- 2021–2023: Big Mouth (Fernsehserie, 16 Folgen)
- 2023: Baby Sharks großer Film (Baby Shark's Big Movie!)
- 2024: Baby Sharks große Show! (Fernsehserie, 3 Folgen)
- 2024: Ich – Einfach unverbesserlich 4 (Despicable Me 4)
- 2024: Die Simpsons (Fernsehserie, Episode The Yellow Lotus)